# Makulatura
Makulatura je vadně potištěný, odpadový nebo poskvrněný papír (v minulosti i pergamen) nebo vadně vytištěná kniha či poštovní známka. V některých případech může být makulatura velmi ceněna jako vzácný tisk. Případně to může být také podkladový papír/vrstva pro lepení tapet.

## Příklady makulatur
Makulatura je definována jako:
- Odpadový/starý papír – což je nechtěný nebo poškozený papírový výrobek, odřezky papíru z tiskáren atp., které jsou přímo použitelné k jiným účelům, než pro které byly původně určeny, nebo které jsou vhodné jako jedna ze surovin pro výrobu nového papíru recyklací.
- Výtisky knih vyřazené z různých důvodů z knižního fondu (např. zastaralost, poškození, tiskové chyby atp.), které nejsou vhodné k jinému účelu. Obvykle slouží jako surovina pro výrobu nového papíru recyklací.
- Tiskařské listy spotřebované při vyřazování tiskové formy – neúplné či nadbytečné listy (u vícesložkových publikací) a případné vady, tj. vyřazené listy s vadami. Obvykle slouží jako surovina pro výrobu nového papíru recyklací anebo se někdy využívá v do vazeb knih. Ve vazbách starých knih se občas nalézaji fragmenty textů dalších jiných knih, což může být cenným zdrojem historických nálezů. Dodnes lze objevovat v knižních deskách a na přídeštích unikátní zlomky kdysi makulované knihtiskařské produkce, ba i neporušené jednolistové almanachy, minuce, nátisky hracích karet aj.
- Filatelistické makulatury (makulatury poštovních známek) – „Vadně“ vyrobené poštovní známky a případně celé archy poštovních známek, které jsou obvykle technickou kontrolou tiskárny vyřazeny a zničeny a nebo naopak mohou být ve filatelii velmi ceněny pro svoji odlišnost od ostatních poštovních známek.
- Náklad nepotřebných knih vyřazený ze skladu nebo prodeje – obvykle „bezcenné“ knihy určené k recyklaci.
- Základová tapeta z papíru - podklad pro papírové tapety – některé typy a techniky lepení papírových tapet vyžadují nalepení podkladové papírové vrstvy, tzv. makulatury. Cílem je zabránit možnému oddělování okrajů sousedních tapet, které souvisí se zkracením tapety při usychání lepidla (tj. vlivem lepidla totiž tapety nabobtnají a je třeba snížit prutí v tapetě, což vhodně neutralizuje makulatura). Obvykle bývají makulatury lepeny minimálně pod spoji tapet nebo po celé ploše stěny.

## Původ slova
Slovo makulatura pochází z latinského macula, což znamená skvrna.

## Galerie

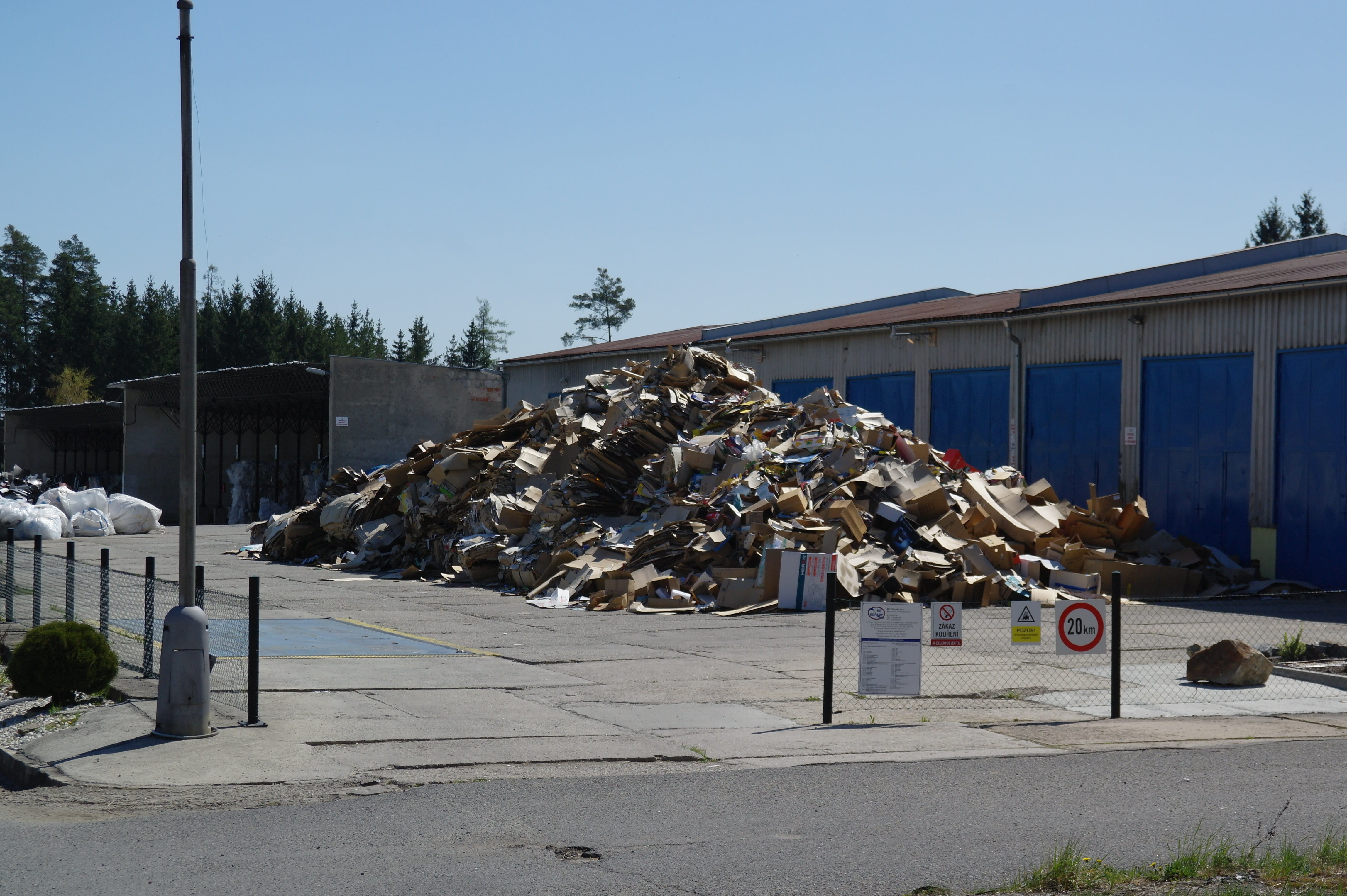
Makulatura pro recyklaci
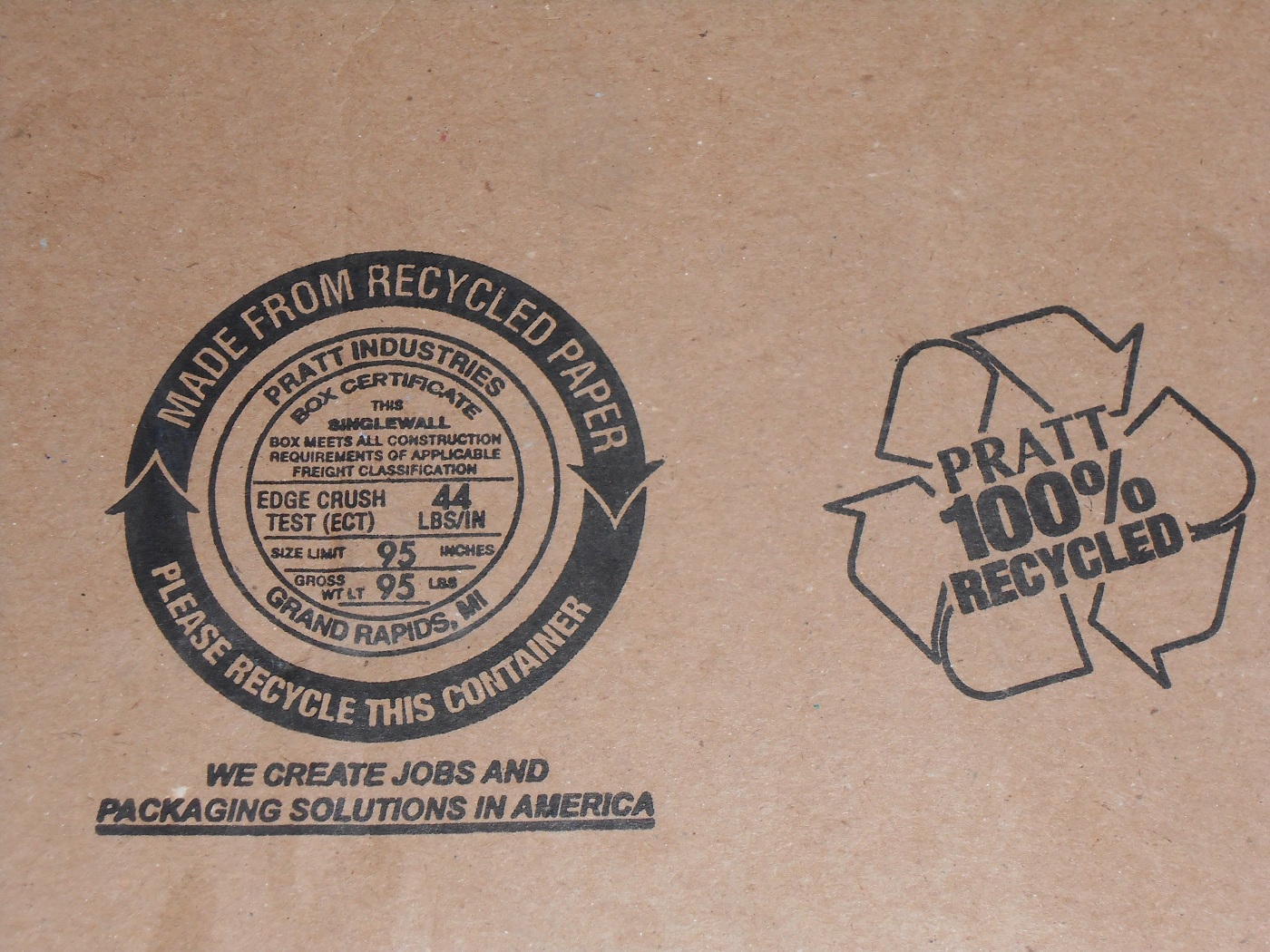